# Jacob van Heemskerck
Jacob van Heemskerck lub van Heemskerk (ur. 13 marca 1567 w Amsterdamie, zm. 25 kwietnia 1607) – holenderski żeglarz i admirał.
Van Heemskerck stał się sławny jako dowódca ekspedycji arktycznej, mającej na celu próbę odkrycia przejścia północnego z Europy do Chin, której głównym nawigatorem był Willem Barents (była to trzecia wyprawa Barentsa). Ekspedycja wyruszyła z Amsterdamu 10 maja 1596 w składzie dwóch statków (drugim statkiem dowodził Jan Rijp).
Wyprawa zatrzymała się na Półwyspie Kolskim, po czym skierowała się na północny zachód. 9 czerwca 1596 odkryto Wyspę Niedźwiedzią na morzu, nazwanym później Morzem Barentsa. Dalej na północ wyprawa odkryła ląd – Spitsbergen, który uznano mylnie za część Grenlandii. Po odłączeniu się od ekspedycji Rijpa, który miał zbadać wybrzeża lądu, Heemskerck z Barentsem skierowali się na wschód. W lipcu dotarli do Nowej Ziemi, próbując obejść ją od północy. 26 sierpnia zawinęli do Portu Lodowego na północy Nowej Ziemi, gdzie ich statek został uwięziony w lodzie. Członkowie wyprawy zbudowali prowizoryczny dom z wyrzucanego na brzeg drewna, w którym zdołali przezimować, polując na niedźwiedzie. 5 maja 1597 (inne publikacje: 13 czerwca) członkowie wyprawy wyruszyli w drogę powrotną na dwóch łodziach, gdyż statek był nadal uwięziony w lodzie zatoki. 20 czerwca 1597 zmarł Barents, lecz pozostali członkowie z van Heemskerckem dotarli do Kildinu na Półwyspie Kolskim. Tragiczne losy tej wyprawy stały się podstawą filmu Nova Zembla z 2011 roku.
Van Heemskerck później był wiceadmirałem marynarki holenderskiej. Zmarł 25 kwietnia 1607 na skutek postrzału kulą armatnią w nogi podczas bitwy pod Gibraltarem, w której flota pod jego dowództwem odniosła zwycięstwo nad eskadrą hiszpańską.
Ciało van Heemskercka pochowano w Amsterdamie.
Jego imieniem nazwano szereg okrętów marynarki wojennej Holandii.